# Tony Lestingi
Tony Lestingi (Buenos Aires, 22 dicembre 1957) è un attore argentino, riconosciuto in Italia per aver partecipato a Champs 12.

## Carriera

### Televisione
- El amor tiene cara de mujer (1994)
- La nave de los locos (1995)
- Como pan caliente (1996)
- Chiquititas (1996-1997)
- Verdad consecuencia (1996)
- Cebollitas (1997)
- Sólo gente (1999)
- Un minuto de silencio (2005)
- In Golf We Trust (2006)
- Romeo y Julieta (2007)
- Champs 12 (2009)
- Valientes (2009)
- Sueña conmigo (2010)
- Combatientes (2013)
- Una famiglia quasi perfetta (Somos familia) (2014)

### Cinema
- Eva Perón (1996)
- Pizza, birra, faso (1998)
- Iluminados por el fuego (2005)
- Tiempo de valientes (2005)